# Escala de Cincinnati
A escala pré-hospitalar de acidentes vasculares de Cincinnati é uma escala de avaliação médica utilizada para diagnosticar a presença de um acidente vascular encefalico(AVE). A taxa de acerto da Cincinnati é de 72%. Composta por três comandos é sinal indicativo de acidente vascular encefálico se uma das assertivas for positiva:
- primeiro comando: falar para o paciente sorrir, mostrando os dentes. Resposta inadequada assimetria facial.[1]
- segundo comando: falar para o paciente levantar os braços para frente por 10 segundos. Resposta inadequada queda de um dos braços evidenciando fraqueza muscular.[1]
- terceiro comando: falar para o paciente falar uma frase simples. Resposta inadequada: dificuldade ou incapacidade de falar.[1]